# Cate McCall - Il confine della verità
Cate McCall - Il confine della verità è un film del 2013 diretto da Karen Moncrieff.
Film drammatico statunitense con protagonisti Kate Beckinsale e Nick Nolte.

## Trama
Los Angeles. La giovane Cate McCall, brillante avvocatessa, si sottopone a una terapia contro la dipendenza da alcool. Un giudice, con il quale ha avuto uno sconto verbale, la fa sottoporre a test sul consumo di alcolici: trovata con dei valori molto alti, viene spedita dall'Ordine degli avvocati a lavorare in prova presso un tribunale minore. La donna cerca di opporsi all'affidamento esclusivo della figlia al marito, da cui è separata, che si sta trasferendo a Seattle.
A Cate viene intanto assegnato il caso di una giovane donna, Lacey, condannata in primo grado all'ergastolo per omicidio. Con l'aiuto del collega Bridges, riesce a farla assolvere in appello, dimostrando che la ragazza è stata violentata da un investigatore della polizia e che molte prove a discarico sono state occultate.
 
Tuttavia Cate, non solo perde la causa contro il marito per l'affidamento della figlia, ma scopre anche che Lacey non è la povera vittima di un crimine odioso come aveva creduto e che la vicenda si è svolta in tutt’altro modo.